# 6 Hours with Ronnie
6 Hours with Ronnie (tłum. z ang. "6 godzin z Ronniem") – album projektu jazzowego polskiego perkusisty Kazimierza Jonkisza o nazwie Kazimierz Jonkisz Energy z udziałem amerykańskiego saksofonisty i flecisty Ronniego Cubera, wydany 25 września 2015 w muzyce przez oficynę For Tune. Album uzyskał nominację do Fryderyka 2016.

## Lista utworów
| 1. | "Three Card Molly" (komp. Elvin Jones)       | 9:16  |
|    |                                              |       |
| 2. | "Different Category" (komp. Wojciech Pulcyn) | 7:39  |
|    |                                              |       |
| 3. | "Ivy" (komp. Wojciech Pulcyn)                | 6:41  |
|    |                                              |       |
| 4. | "Waltz for Geraldus" (komp. Ronnie Cuber)    | 10:30 |
|    |                                              |       |
| 5. | "Lush Life" (komp. Billy Strayhorn)          | 4:24  |
|    |                                              |       |
| 6. | "Bernie's Tune" (komp. Bernie Miller)        | 6:00  |
|    |                                              |       |
|    |                                              | 44:30 |
|    |                                              |       |

## Wykonawcy
- Kazimierz Jonkisz – perkusja
- Ronnie Cuber – saksofon barytonowy, flet
- Wojciech Pulcyn – kontrabas
- Borys Janczarski – saksofon tenorowy
- Tomasz Grzegorski – saksofon tenorowy
- Jan Smoczyński – fortepian, miks, mastering
- Robert Murakowski – trąbka
- realizacja nagrań – Bartosz Wojciechowski, Jan Smoczyński